# Zahrezzie
Zahrezzie (biał. Загрэззе; ros. Загрезье) – wieś na Białorusi, w obwodzie mohylewskim, w rejonie mohylewskim, w sielsowiecie Zawadskaja Słabada.